# ميس مثبت الأوراق
ميس مثبت الأوراق (الاسم العلمي: Celtis gomphophylla) هو نوع نباتي يتبع جنس الميس من فصيلة القنبية.